# Eli Nissen
Eli Nissen, född 15 april 1901, död 28 maj 1998, var en norsk skådespelare.
Nissen verkade under slutet av 1920- och början av 1930-talen vid Det Nye Teater. Åren 1941 och 1943 var hon engagerad vid Nationaltheatret. Hon hade även en mindre filmroll i Leif Sindings Gylne ungdom (1956).
Hon var dotter till författaren Peter Nissen.

## Filmografi
- 1956 – Gylne ungdom